# Gesta Hungarorum

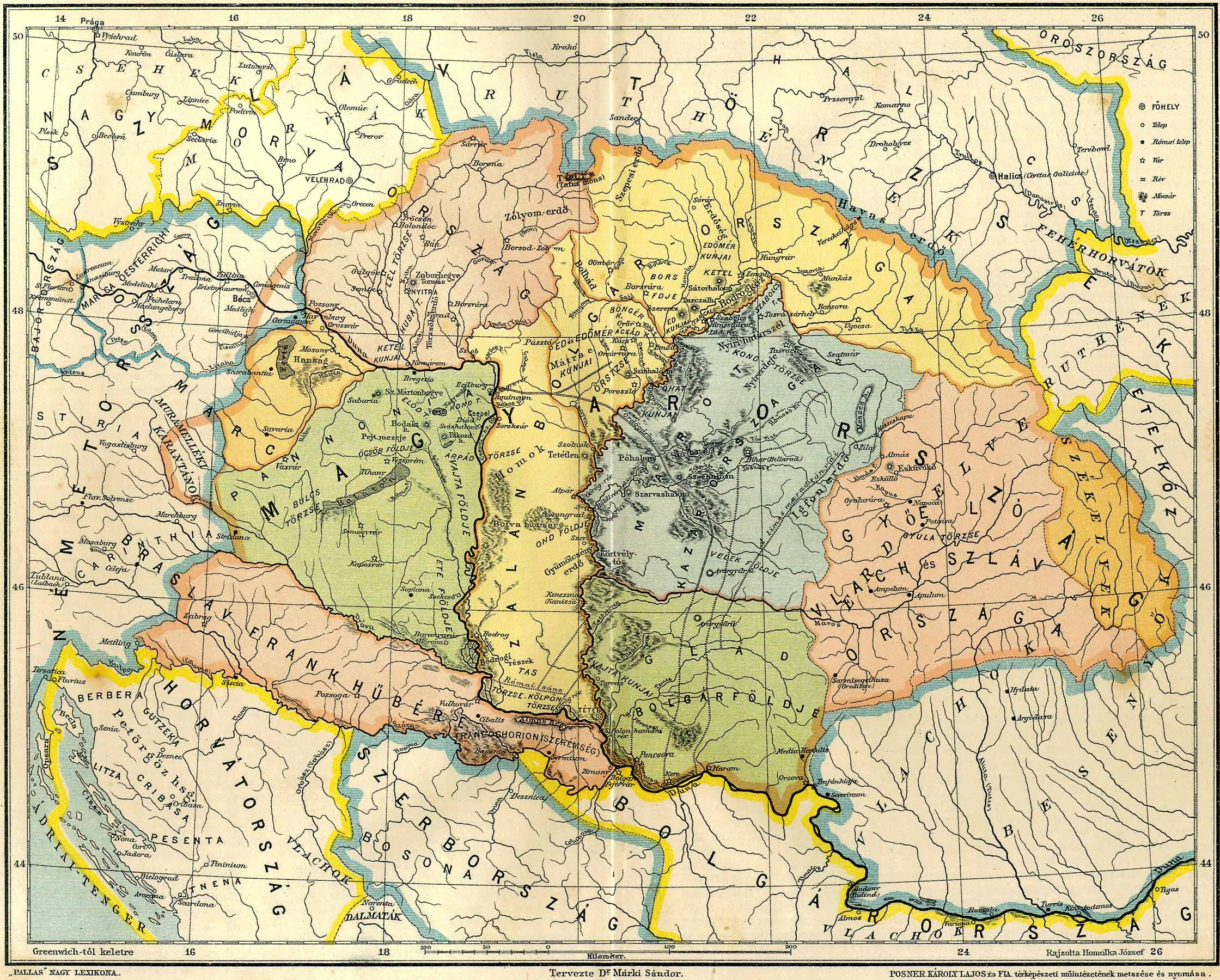
Formațiuni statele după descrierea lui Anonymus

Gesta Hungarorum (în română Faptele ungurilor) este o lucrare care consemnează istoria timpurie maghiară, scrisă de către autorul Magister P, denumit de obicei Anonymus. El se descrie pe sine însuși drept „un supus servitor al regelui Béla”, existând însă mai mulți regi Béla, de-a lungul istoriei, la care s-ar putea referi.
Manuscrisul lucrării Gesta Hungarorum este păstrat în Országos Széchényi Könyvtár (Biblioteca Națională Széchényi din Budapesta), fiind datat aproximativ anul 1200.

## Menționări ale ducilor valahi
Gelou deținea stăpânirea, a apucat să râvnească la aceasta cât ar fi să poată să cucerească pentru sine și urmașii săi țara foarte păduroasă. 
”Primul atacat a fost ducele Salanus (nume cu vădite conotații latine), cel care, în ciuda ajutorului primit de la aliații bulgari, ducele Morout, al cărui nepot este numit de unguri Menu Morout… Dar țara care este la fluviul Mureș până la castrul Urscia (Orșova) o ocupase, țara aceea ar fi foarte bună și acolo curg puhoi cele mai vestite izvoare, al căror nume ar fi, după cum noi am spus mai sus, Danubius, Tyscia (Tisa), Morisius, Crisius, Temus (denumire evident latină a râurilor Mureș, Criș și Timiș), Wag și altele, țara care fusese mai înainte a regelui Athila. Și prin moartea acestuia, principii romani au ocupat țara Pannoniei până la Dunăre, unde și-au așezat pastorii lor. Dar țara care se află între Tisa și Dunăre a ocupat-o pentru sine Kean, marele duce al Bulgariei, bunicul ducelui Salanus, până la hotarul rutenilor și polonezilor și a făcut să locuiască acolo pe sclavi și pe bulgari. Iar țara care este între Tisa și pădurea Igfron, care se afla în Erdeuelu (Ardeal), de la fluviul Mureș până la fluviul Zomus, o ocupase pentru sine oarecare duce cu numele Glad, din ai cărui urmași s-a născut Ohtum (Ahtum), pe care, mult mai târziu după aceea, în timpul sfântului rege Ștefan, Sunad, fiul lui Dobuca, nepotul regelui, l-a omorât în cetatea sa de lângă Mureș, deoarece a fost în toate răzvrătit regelui numit mai înainte..”, „Tuhutum, tatăl lui Horca, după cum era un bărbat șiret, în timp ce apuca să audă de la locuitori bunătatea pământului foarte păduros, unde un oarecare blai și greci, este învins in anul 903. Acesta va ceda partea de nord a țării sale, până la râul Souyoy (azi Sajo, afluent al Tisei), împreună cu toți locuitorii săi, dovada incontestabilă a prezentei populației autohtone. Salanus rămâne, în schimb, duce în restul teritoriilor necucerite de unguri. 
Odată cu ocuparea parții de nord a ducatului lui Salanus, ungurii conduși de Arpad își îndreaptă atenția către teritoriile stăpânite de Menu Morut. Refuzul sfidător al liderului valah de a ceda fără lupta pământurile strămoșilor săi, împărații Constantinopolului, după cum însuși Menu Morut declara în celebra sa scrisoare către suveranul ungur, atrage după sine o sângeroasa bătălie între soldații ducelui valah și cei ai triburilor ungare. După mai multe zile de încleștări, Menu Morut este înfrânt el acceptând, printre alți termeni ai capitulării, să dea de soție pe fiica sa lui Zulda, fiul lui Arpad. În urma acestei căsătorii, valahul păstrează suveranitatea asupra țării sale, devenind în schimb, vasalul regelui ungur. 
La scurt timp după încheierea luptelor cu ostenii lui Menu Morut, Tuhutum, unul dintre comandații de oști ai lui Arpad, primește permisiunea de a cuceri pentru dânsul teritoriile vlahului Gelu (nume derivat, se pare, din latinescul Julius sau, în opinia istoricului Neagu Djuvara, din numele trac Gelupara). Conform cronicii lui Anonymus, lupta dintre localnici și atacatori este una dintre cele mai crâncene dintre cel înregistrate pe teritoriul Transilvaniei de către triburile maghiare. Arcași pricepuți, ostașii lui Gelu produc pierderi uriașe armatei condusa de Tuhutum, încă înainte ca aceasta să traverseze Someșul, trăgând salve repetate de săgeți de pe un mal pe altul. Înfrânt într-un final, Gelu încearcă să se refugieze în cetatea sa situată în zona Someșului (nelocalizată încă), fiind, însă, ucis în timpul retragerii. 
Ducele Glad este ultimul atacat de o expediție a trupelor ungare, conduse de căpeteniile Zuard, Boyta și Cadusa, cel mai probabil în jurul anului 934. Înfruntarea celor două armate are loc pe râul Timiș, în locul numit Vadum Arenarum (Vadul Nisipurilor), acolo unde alianța formata din valahi, bulgari și cumani este zdrobită de atacatorii maghiari. Retras în cetatea Kevee (astăzi Cuvin), Glad semnează pacea cu triburile ungare, devenind vasalul acestora. Fiul sau Ahtum (sau Ohtum, cum este numit în Cronica Notarului Anonymus), se va răzvrăti, însă, împotriva regelui Ștefan I al Ungariei, fiind ucis într-un final, de către generalul maghiar Chanadin.

## Controverse privitoare la autor
- Cea mai răspândită idee este că notarul (cancelarul) regelui Béla al III-lea al Ungariei (1172-1196) ar fi autorul acestei lucrări.[1][necesită sursă mai bună]
- O altă părere susține că autorul Cronicii ar fi cancelarul regelui Béla al II-lea al Ungariei (1131-1141).[1][necesită sursă mai bună] În situația în care această versiune ar fi adevărată, autorul ar putea fi un anume Petrus, cancelar în 1124 al regelui Ștefan al II-lea al Ungariei, iar apoi al regelui Béla al II-lea.
- O a treia versiune sugerează că autorul Cronicii ar fi Péter Pósa, episcop al Bosniei.
- Roesler, în Rumänische Studien, Leipzig, 1871, a emis ideea că Anonymus ar fi notar al regelui Béla al IV-lea al Ungariei (1235-1270). Această ipoteză a fost însușită de Henrik Marczali în Ungarns Geschichtsquellen im Zeitalter der Arpaden (Berlin, 1882), precum și de Nicolae Iorga.[2]
- O nouă idee a emis-o inginerul Paul Lazăr Tonciulescu, autorul celei mai recente traduceri în limba română a Cronicii Notarului Anonymus, Faptele Ungurilor. În „Prefața”[3] traducerii sale, Paul Lazăr Tonciulescu susține, că autorul Cronicii ar fi notarul regelui Béla I al Ungariei (1061-1063). Între altele, Paul Lazăr Tonciulescu arată că în cronică nu se vorbește nimic despre marea invazie a pecenegilor din anul 1068, terminată cu victoria categorică a ungurilor în Bătălia de la Chiraleș. Deși în tot cuprinsul cronicii Anonymus nu depășește perioada de domnie a regelui Andrei I (referindu-se doar la evenimente anterioare anului 1060), această victorie strălucitoare nu putea să lipsească din cronică, cunoscut fiind faptul că pecenegii erau cei mai mari dușmani ai ungurilor.[4] Totuși, despre Bătălia de la Chiraleș apar date pentru prima oară doar în lucrarea lui Antonio Bonfini din anul 1485, Rerum Ungaricarum decades. Un alt argument îl constituie faptul că Notarul Anonymus nu a considerat necesar să specifice în cronica sa despre care rege Béla este vorba, întrucât nu exista nicio confuzie în epoca respectivă, regele Béla, pentru care lucrase anterior, fiind primul din șirul regilor maghiari cu acest nume,[4] argument ignorat de toți cercetătorii anteriori ai documentului.

## Traduceri în limba română
- Prima traducere în limba română a fost realizată de Mihail Bésán / Mihail Bejan[5], care era notar public regional la Lugoș (azi Lugoj). Traducerea a apărut tipărită de revista Transilvania, la Sibii (azi Sibiu), în anul 1899, sub titlul Chronicon Anonymii Belae regis Notarii, Gesta Hungarorum, împreună cu textul în limba latină și notele lui László Fejérpataky, membru corespondent al Academiei Ungare de Științe.
- Cea de-a doua traducere în limba română a fost realizată de Gheorghe Popa-Lisseanu, care a publicat-o la București în anul 1934, în volumul I al colecției Fontes Historiae Daco-Romanorum, sub titlul Anonymi Belae regis notarii Gesta Hungarorum (text original în limba latină și traducere).[6][necesită sursă mai bună]
- Cea de-a treia traducere a fost propusă de inginerul Paul Lazăr Tonciulescu, care a publicat-o sub titlul Cronica Notarului Anonymus, Faptele Ungurilor (traducere de pe fotocopia originalului de la Viena), la Editura Miracol din București, în anul 1996. Și această ediție este bilingvă, cititorul având pe paginile cu soț varianta în limba latină, iar pe cele fără soț traducerea în limba română. În ultima parte a cărții, autorul oferă, pentru prima oară cititorului din România, fotocopia manuscrisului original aflat (până în 1932) în Biblioteca Familiei Imperiale de la Viena (paginile I-XXXXVI), autorul fiind, conform declarației sale, „singurul posesor din România al unui asemenea document, până în momentul publicării acestei cărți”. Pentru a ușura identificarea localităților și a cursurilor de apă, autorul a anexat și o hartă: „Țări, popoare și toponime menționate în Anonymus Gesta Hungarum”, la pagina 118.

## Controverse privitoare la faptele descrise
Unii istorici maghiari (István Bóna și Pál Engel) au lansat o campanie naționalistă prin care negau faptele legate de românii din Transilvania și Banat descrise în cronica Gesta Hungarorum. Aceștia au negat existența lui Gelu și a lui Glad, considerând că paginile ar fi fost inventate și că o cronică scrisă la 200 de ani nu este credibilă. Dennis Deletant se alătură părerii că este o cronică discutabilă, dar afirmă categoric că românii au avut continuitate și că erau în Transilvania înainte de venirea ungurilor  Édouard Sayous, într-o lucrare premiată de Academia Franceză, confirmă corectitudinea faptelor descrise în cronica Gesta Hungarorum în legătură cu prezența românilor în Transilvania și Banat.